# Албаши (станція)
Албаши — залізнична станція на ділянці Ростов-на-Дону — Краснодар. Розташована у станиці Новомінській. Побудована 1910 року за проектом українського архітектора Сергія Тимошенка (можливо у співавторстві). Архітектурний стиль - український архітектурний модерн. Разом з станцією у станиці Новомінській було побудовано школу для дітей залізничників за проектом українського архітектора Євгена Сердюка. 
Будівля залізничної станції Албаші і школа для дітей залізничників були одними з найперших цегляних будівель у станиці Новомінській.
Під час реставраційних робіт у 1953 році було змінено вигляд даху станції. 